# سیترات آهن (II)
سیترات آهن(II) (به انگلیسی: Iron(II) citrate) با فرمول شیمیایی C۶H۱۰FeO۶ C۶H۶FeO۷-۲ یک ترکیب شیمیایی با شناسه پاب‌کم ۳۱۸۸۹ است. که جرم مولی آن ۲۴۷٫۹۶۸۵۲ g/mol می‌باشد. شکل ظاهری این ترکیب، بلورهای سفید است.